# 星斑擬鈎鯰
星斑擬鈎鯰，為輻鰭魚綱鯰形目甲鯰科的其中一種，為熱帶淡水魚，分布於南美洲委內瑞拉淡水流域，體長可達17.6公分，棲息在底層水域，生活習性不明。